# Spelplats Cuba
Spelplats Cuba är en dokumentärfilm från 2005, regisserad av Stig-Åke Nilsson, som skildrar salsabandet Calle Real och Dogge Doggelitos resa till Kuba. I filmen får tittarna följa deras färd från Havanna genom Kuba, deras spelningar på musikfestivaler och möten med den kubanska publiken. Filmen sändes i Sveriges Television 2006.